# Dietrich Keppler
Dietrich Keppler (* 11. April 1940 in Stuttgart) ist ein deutscher Biochemiker und Mediziner.

## Leben und wissenschaftliche Arbeiten
Nach dem Abitur 1959 in Blaubeuren studierte Keppler Humanmedizin an der Ludwig-Maximilians-Universität München und der Albert-Ludwigs-Universität Freiburg. Nach seiner Tätigkeit als Medizinalassistent am Universitätsklinikum Freiburg erhielt er die Bestallung als Arzt und wurde 1966 mit einer Dissertation über den Stoffwechsel des menschlichen Skelettmuskels an der Albert-Ludwigs-Universität Freiburg promoviert.
1966 wurde Dietrich Keppler Mitarbeiter des Biochemikers Karl Decker am Biochemischen Institut der Medizinischen Fakultät der Albert-Ludwigs-Universität Freiburg. Seine Forschungsarbeiten trugen zur Entdeckung der experimentellen Hepatitis durch den Aminozucker Galactosamin bei und führten zur Aufklärung des Wirkungsmechanismus von Galactosamin, das in der Leber eine Hemmung der Synthese von RNA durch selektiven Uridintriphosphat Mangel bewirkt. Diese Arbeiten bildeten die Grundlage für Kepplers Habilitation für Biochemie im Jahre 1971 und für die Erteilung der Venia Legendi durch die Albert-Ludwigs-Universität Freiburg. Von  1972 bis 1973 arbeitete Keppler mit einem Stipendium der Deutschen Forschungsgemeinschaft am Chemie-Department der Florida State University in Tallahassee, USA; Schwerpunkt seiner dortigen Untersuchungen war der Stoffwechsel von Hepatomzellen. Nach seiner Rückkehr an das Institut für Biochemie der Albert-Ludwigs-Universität Freiburg wurde er 1975 außerplanmäßiger Professor. 1986 erhielt er Rufe an die Medizinische Hochschule Hannover und die Ruprecht-Karls-Universität Heidelberg. Zwischen 1987 und 2005 war Keppler ordentlicher Professor für Tumorbiochemie an der Ruprecht-Karls-Universität Heidelberg und bis 2007 Leiter der Abteilung Tumorbiochemie des Deutschen Krebsforschungszentrums (DKFZ) in Heidelberg.
Forschungsschwerpunkte Kepplers und seiner Arbeitsgruppe in Heidelberg waren der Stoffwechsel und die Analyse von Leukotrienen und die molekulare Charakterisierung des Membrantransports von Leukotrienen und strukturverwandten Substanzen in menschlichen Organen und Tumorzellen. Seine Untersuchungen zum Zusammenwirken von Aufnahmetransportern für Substanzen in Zellen hinein und von ATP-abhängigen Effluxpumpen aus Zellen heraus verbesserten auch das Verständnis für die Resistenz gegenüber Zytostatika und für den vektoriellen Transport von körpereigenen Substanzen und von Arzneimitteln in normalen Zellen und Tumorzellen. Von 2007 bis 2013 war Keppler Mitglied des Internationalen Transporter-Konsortiums (International Transporter Consortium). Die bei Google Scholar vollständig erfassten wissenschaftlichen Veröffentlichungen Dietrich Kepplers zwischen 1966 und 2021 wurden über 38600 mal zitiert; im September 2022 betrug sein Hirsch-Index (H-Index) 105.

## Auszeichnungen (Auswahl)
- 1987: Heinrich-Wieland-Preis für Untersuchungen zu Stoffwechsel und Analyse von Leukotrienen in der Leber
- 2003: Lucie-Bolte-Preis der Deutschen Gesellschaft zur Erforschung der Leber (GASL) für Forschungen über Lebererkrankungen
- 2016: Adolf Windaus Award für Publikationen auf dem Gebiet der Gallensäure-Forschung[16]